# Ceuthomantis smaragdinus
Ceuthomantis smaragdinus is een kikker uit de familie Ceuthomantidae en werd voor het eerst wetenschappelijk beschreven door Heinicke, Duellman, Trueb, Means, MacCulloch en Hedges in 2009. De soort komt voor in Guyana op een hoogte van 1500 meter boven het zeeniveau.